# Gabrielle Elyse
Gabrielle Elyse Fisher (* 19. November 1996 in Dallas, Texas) ist eine US-amerikanische Tänzerin, Sängerin und Schauspielerin.

## Leben
Elyse wurde bereits mit elf Jahren als Sängerin und Tänzerin ausgebildet und bekam anschließend ihre ersten Engagements als Schauspielerin. Seitdem ist sie regelmäßig auch im deutschen TV zu sehen. Sie hat japanische und afro-amerikanische Wurzeln von ihrem Vater und schottische von ihrer Mutter. Elyses ältere Schwester dient in der US Air Force.
Bekannt wurde Elyse als Josie in der TV-Serie Nicky, Ricky, Dicky & Dawn.

## Filmografie
- 2012: Money Tree (Kurzfilm)
- 2013: Liv & Maddie (Fernsehserie, Gastauftritt)
- 2014: Austin & Ally (Fernsehserie, Gastauftritt)
- 2014–2015: Nicky, Ricky, Dicky & Dawn (Fernsehserie, 15 Folgen)
- 2014–2016: Die Thundermans (Fernsehserie, 7 Folgen)
- 2016: Rizzoli & Isles (Fernsehserie, Gastauftritt)
- 2017: Modern Family (Fernsehserie, Gastauftritt)